# SG Thaleischweiler-Fröschen
Die Spiel-Gemeinschaft Thaleischweiler-Fröschen e. V. ist ein deutscher Fußballverein mit Sitz in der rheinland-pfälzischen Ortsgemeinde Thaleischweiler-Fröschen im Landkreis Südwestpfalz.

## Geschichte

### Gründung bis Nachkriegszeit
Der Verein wurde ursprünglich im Jahr 1900 gegründet. Nach dem Ende des Zweiten Weltkriegs wurde der Verein in die zweitklassige Landesliga Westpfalz eingeordnet. Mit 17:19 Punkten konnte die Mannschaft dann die Saison 1947/48 auf dem siebten Platz abschließen. Auf ähnlichen Positionen, platzierte sich der Verein auch später noch in den Abschlusstabellen der darauffolgenden Spielzeiten. Die Saison 1951/52 war dann die letzte der Landesliga, bedingt durch die Platzierung spielte der Verein in der nächsten Saison nun in der viertklassigen 2. Amateurliga. Nach der Zusammenlegung der Gemeinden Thaleischweiler mit Thalfröschen im Jahr 1969 änderte der Verein auch seinen Namen.

### Heutige Zeit
In der Saison 2003/04 spielte die erste Herren-Mannschaft in der Bezirksklasse Westpfalz und belegte dort mit 56 Punkten den zweiten Platz. Hier gelang eine Saison später dann mit 64 Punkten auch der erste Platz und damit der Aufstieg in die Bezirksliga. Mit 40 Punkten konnte sich die Mannschaft dann über den 13. Platz auch in der Spielklasse halten. Zur Saison 2007/08 ging es dann aber wieder runter in die Bezirksklasse. Aus dieser wurde dann zur Saison 2013/14 die A-Klasse. Zur Saison 2015/16 ging es dann ein weiteres Mal runter, diesmal sogar in die B-Klasse. Mit 63 Punkten gelang hier im Anschluss an die Spielzeit 2017/18 der zweite Platz und damit die Teilnahme an den Aufstiegsspielen zur A-Klasse, dort scheiterte man jedoch nach Hin- und Rückspiel am SV Ruhbank. Der gleiche Platz gelang dann nochmal im Anschluss an die Saison 2018/19, hier konnte man sich nach Hin- und Rückspiel sowie einem durch Punktgleich nötig gewordenem Entscheidungsspiel, nicht gegen den SV 1968 Obersimten durchsetzen. Nachdem die Saison 2019/20 bedingt durch die COVID-19-Pandemie unterbrochen wurde, befand sich die Mannschaft mit 45 Punkten nach 18 Spielen auf dem zweiten Platz. Diesmal wurde jedoch keine Aufstiegsrunde für die Zweitplatzierten ausgetragen, sondern die Mannschaft durch schlussendlich zur Saison 2020/21 wieder in die A-Klasse zurückkehren.